# Adolphe d'Osnabrück
Pour les articles homonymes, voir Saint Adolphe.
Adolphe d'Osnabrück, également appelé Adolphe de Tecklembourg, né vers 1185 à Tecklembourg et décédé le 30 juin 1224 à Osnabrück, fut évêque d'Osnabrück. 
Ce saint de l'Église catholique est célébré le 30 juin.

## Biographie
Adolphe de Tecklenburg était le plus jeune fils du comte Simon von Tecklenburg et Oda Berg-Altena. Moine cistercien, puis chanoine à la cathédrale de Cologne, il fut élu évêque d'Osnabrück en 1216. Cette élection dut être répétée car elle n'avait pas été reconnue par le pape Honorius III. 
Il fut de nouveau élu le 24 septembre 1217. Réformateur d'église, il est connu également pour sa très grande attention aux plus pauvres et aux malades (lépreux).